# 米库 (圣卢西亚)
米庫是加勒比海島國聖盧西亞米庫區的一個城鎮，位於該島東南海岸，該城鎮由法國人建立於18世紀，得名於法國在18世紀的聖盧西亞總督米庫男爵，人口約2,700人。